# 莱昂·萨皮耶哈

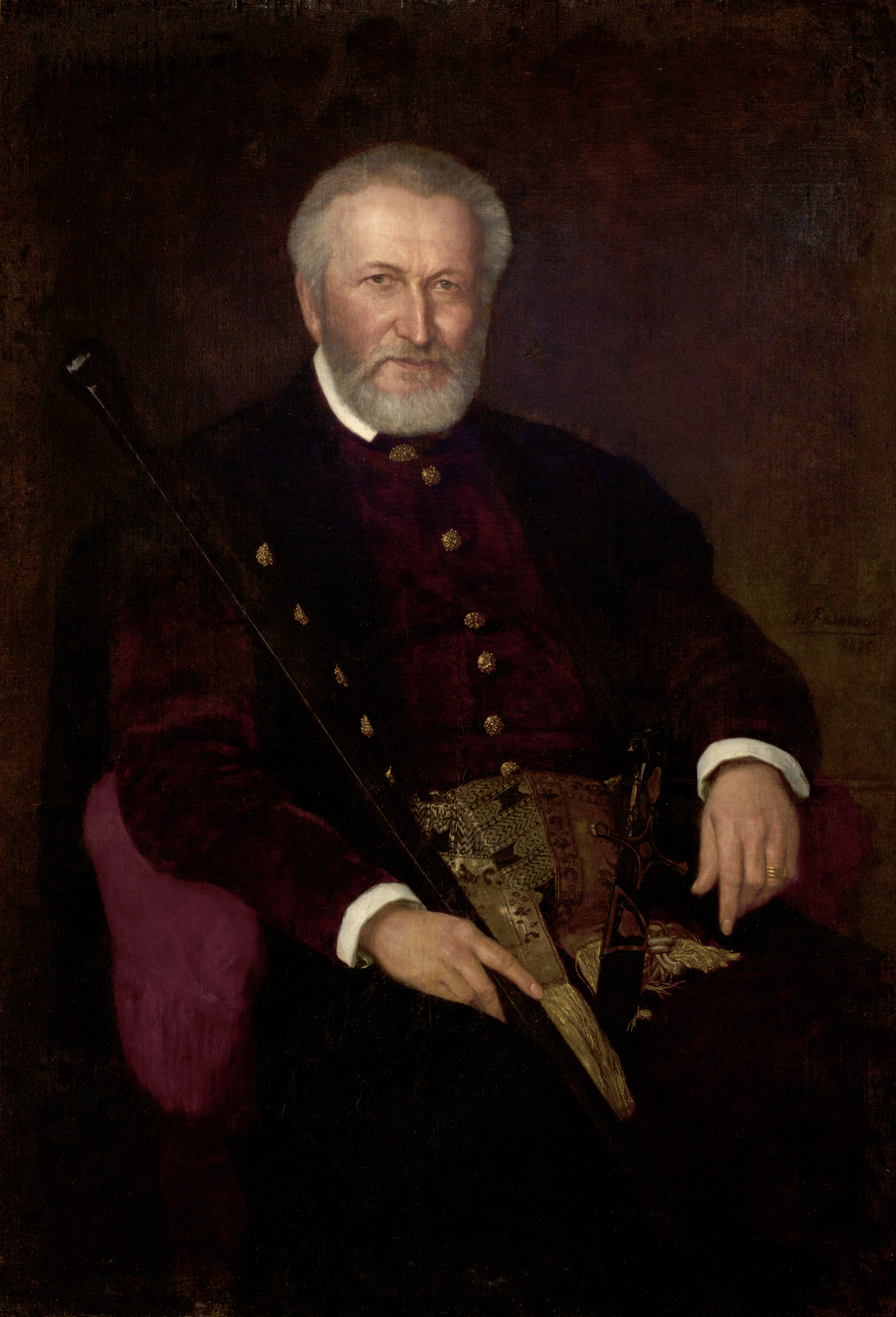
萨皮耶哈像，克拉科夫博物館藏

莱昂·萨皮耶哈（Leon Sapieha，1802年9月18日——1878年9月11日）是出身萨皮耶哈家族的波兰大亨、地主、银行家、铁路企业家和奥地利加利西亚的政治家。从1861年到1876年，他是加利西亚议会的议员，1861年到1875年為议会主席，从1861年到他去世，他一直擔任奥地利上议院的议员。1878年，萨皮耶哈在加利西亚普热梅希尔的克拉西琴城堡逝世。